# シンティオ・ビティエール
シンティオ・ビティエール（Cintio Vitier、1921年9月25日 – 2009年10月1日）は、キューバの詩人、エッセイスト。息子のホセ・マリア・ビティエールは作曲家。2002年にラテンアメリカと西インド諸島の優れた文学に贈られるフアン・ルルフォ賞を受賞している。
1921年にアメリカ合衆国フロリダ州モンロー郡のキーウェストに生まれた。キューバ国籍でありキューバのマタンサスにある父親の開校した学校へと通い、15歳のときにはハバナへと家族と共に引っ越した。1947年に弁護士の資格を習得しハバナ大学を卒業した。
キューバの独立革命家、文学者であるホセ・マルティの研究も行い、ホセ・マルティ研究所の所長も務めた。日本ではカリブの太陽正義の詩‐「キューバの使徒ホセ・マルティ」が出版されており、書中で池田大作との対談も行っている。
2009年10月1日、バハマにて88歳で亡くなっている。